# Teodors Germans
Teodors Germans (també citat com a Theodor Germann (14 d'agost de 1879 - 29 de gener de 1935) fou un mestre d'escacs letó.
Va empatar als llocs 6è-8è a Riga 1899 (1r Congrés d'Escacs Bàltic), fou 5è a Riga 1900, 6è a Dorpat (Tartu) 1901 (2n Campionat Bàltic), empatà als llocs 6è-7è a Riga 1902, empatà als llocs 3r-4t a Reval (Tallinn) 1904, empatà als llocs 6è-7è a Riga 1907, i empatà als llocs 8è-9è a Reval 1909.
La dècada de 1910, va viure a Anglaterra, i va participar en diversos torneigs a Londres. Va empatar als llocs 9è-10è als torneigs de Londres de 1913 i 1914, hi compartí el primer lloc amb Edward Guthlac Sergeant i va perdre un matx contra ell el 1915/16, hi fou 7è el 1916, 5è el 1917, i compartí el primer lloc amb R.C.J. Walker el 1918. Després de la I Guerra Mundial, va empatar als llocs 9è-10è a Hastings 1919 (Minor, el campió fou E.G. Sergeant), empatà als llocs 9è-10è a Riga 1924 (1r Campionat d'escacs de Letònia, el campió fou Hermanis Matisons), i empatà als llocs 3r-5è a Tallinn 1930 (3r Campionat d'escacs d'Estònia, el campió fou Vladas Mikėnas).